# 42 Camelopardalis
42 Camelopardalis, som är stjärnans Flamsteed-beteckning, är en ensam stjärna i den mellersta delen av stjärnbilden Giraffen. Den har en skenbar magnitud på ca 5,14 och är svagt synlig för blotta ögat där ljusföroreningar ej förekommer. Baserat på parallaxmätning inom Hipparcosuppdraget på ca 4,2 mas, beräknas den befinna sig på ett avstånd på ca 770 ljusår (ca 240 parsek) från solen. Den rör sig bort från solen med en heliocentrisk radialhastighet på ca 3 km/s. och kan med en egenrörelse av 24,4 +1,9−2,1 km/s vara en flyktstjärna. På det beräknade avståndet minskar stjärnans skenbara magnitud med 0,22 enheter genom en skymningsfaktor orsakad av interstellärt stoft.

## Egenskaper
42 Camelopardalis är en blå till vit underjättestjärna av spektralklass B4 IV. Den har en massa som är ca 6,5 solmassor, en radie som är ca 5,6 solradier och utsänder ca 2 460 gånger mera energi än solen från dess fotosfär vid en effektiv temperatur på ca 16 600 K.
Observationer gjorda 1933 tycktes tyda på att 42 Camelopardalis kan vara en Beta Cephei-variabel, men detta bekräftades inte av uppföljande mätningar. Stjärnan är dock anmärkningsvärd genom att visa likheter med variabler av B-typ med kort period och Cepheid-variablerna.